# Cerbalus aravaensis
Cerbalus aravaensis är en spindelart som beskrevs av Levy 2007. Cerbalus aravaensis ingår i släktet Cerbalus och familjen jättekrabbspindlar. Inga underarter finns listade i Catalogue of Life.